# Monika Kobylińska
Monika Kobylínska (født 19. april 1995 i Jelenia Góra, Polen) er en kvindelig polsk håndboldspiller, der spiller for rumænske CSM București og Polens kvindehåndboldlandshold.
Hun reræsenterede første gang Polen under VM i kvindehåndbold 2015 i Danmark.